# Clube de Regatas Guanabara

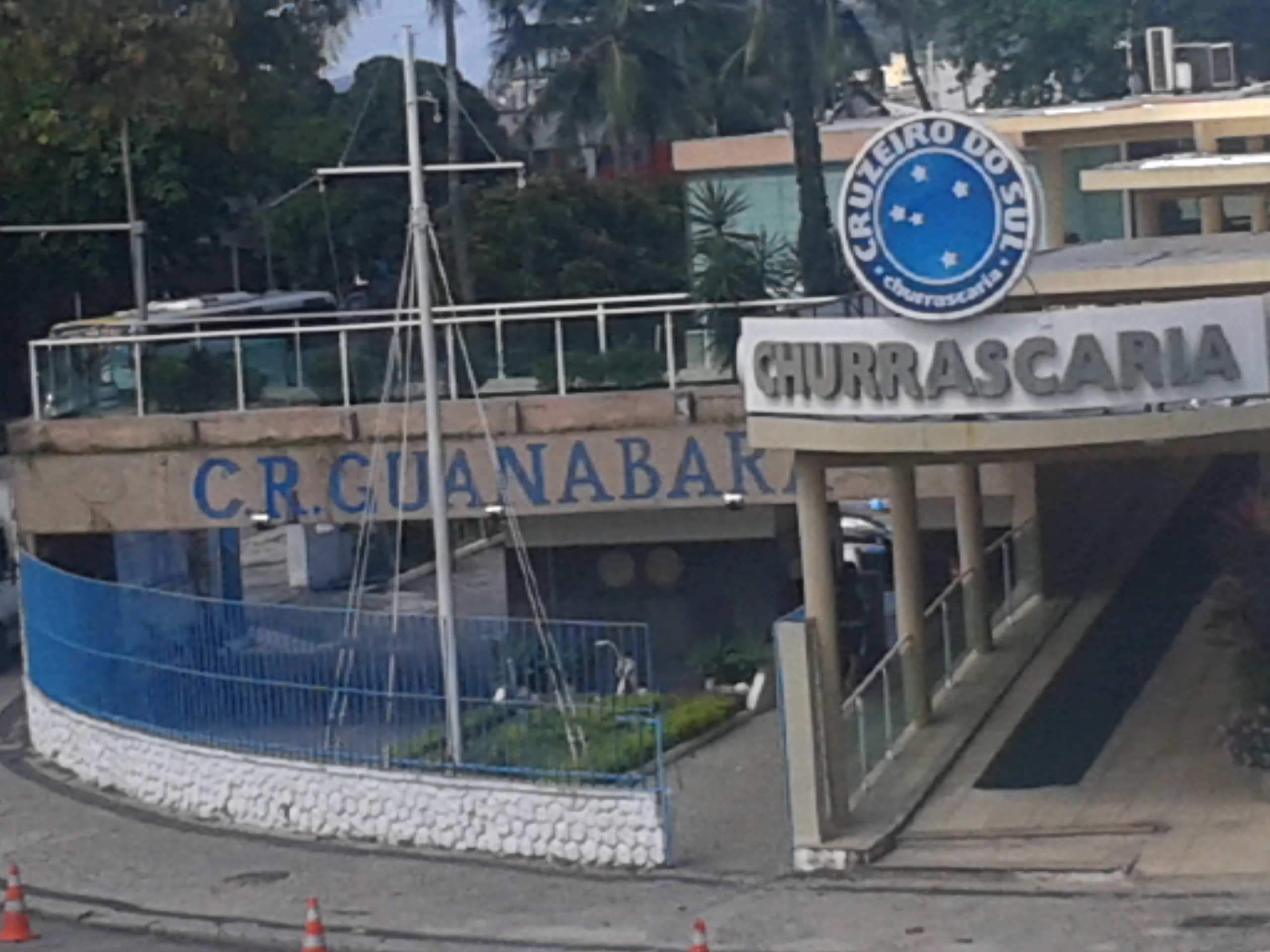
Entrada

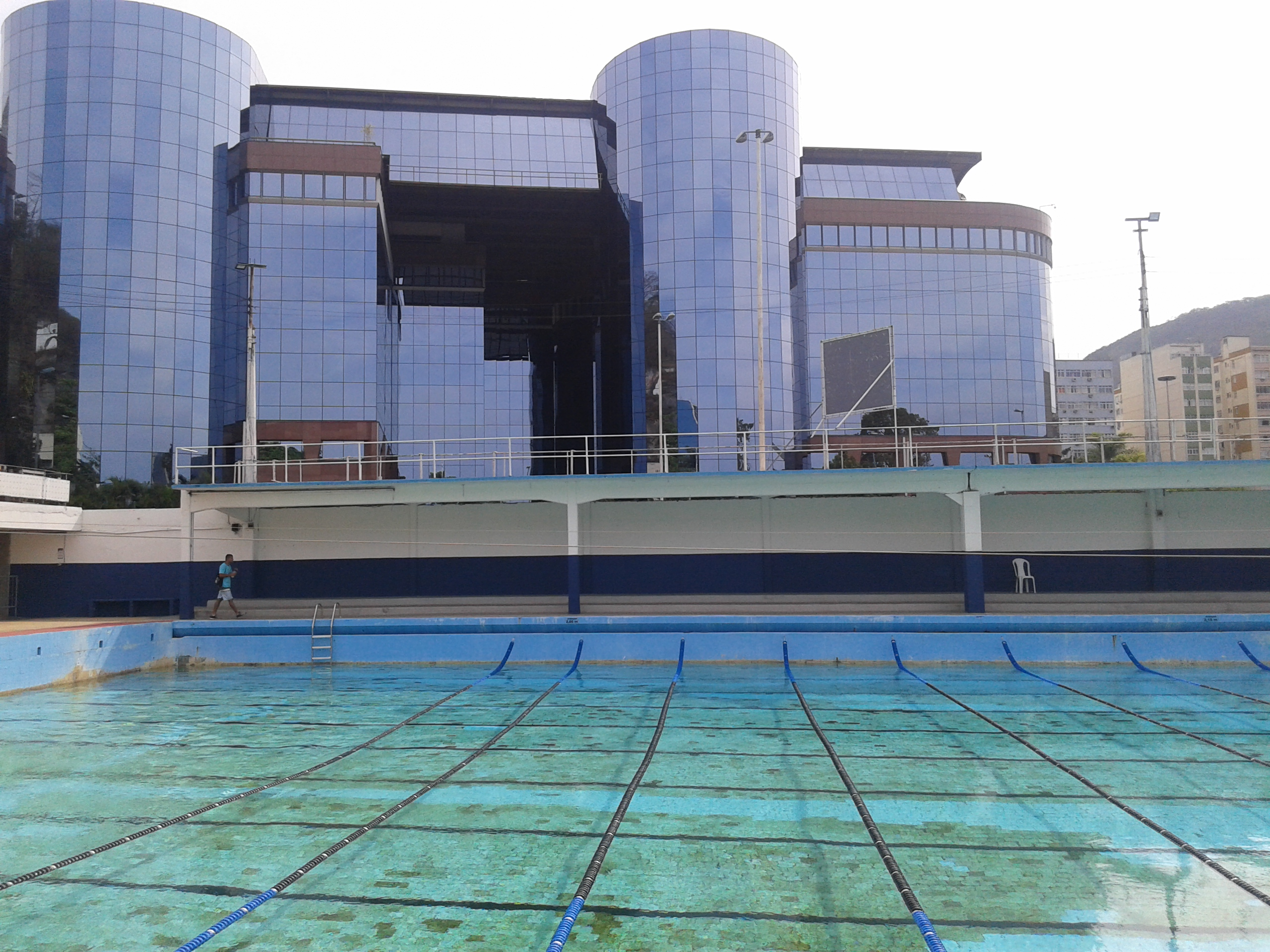
Piscina Olimpica Centenária

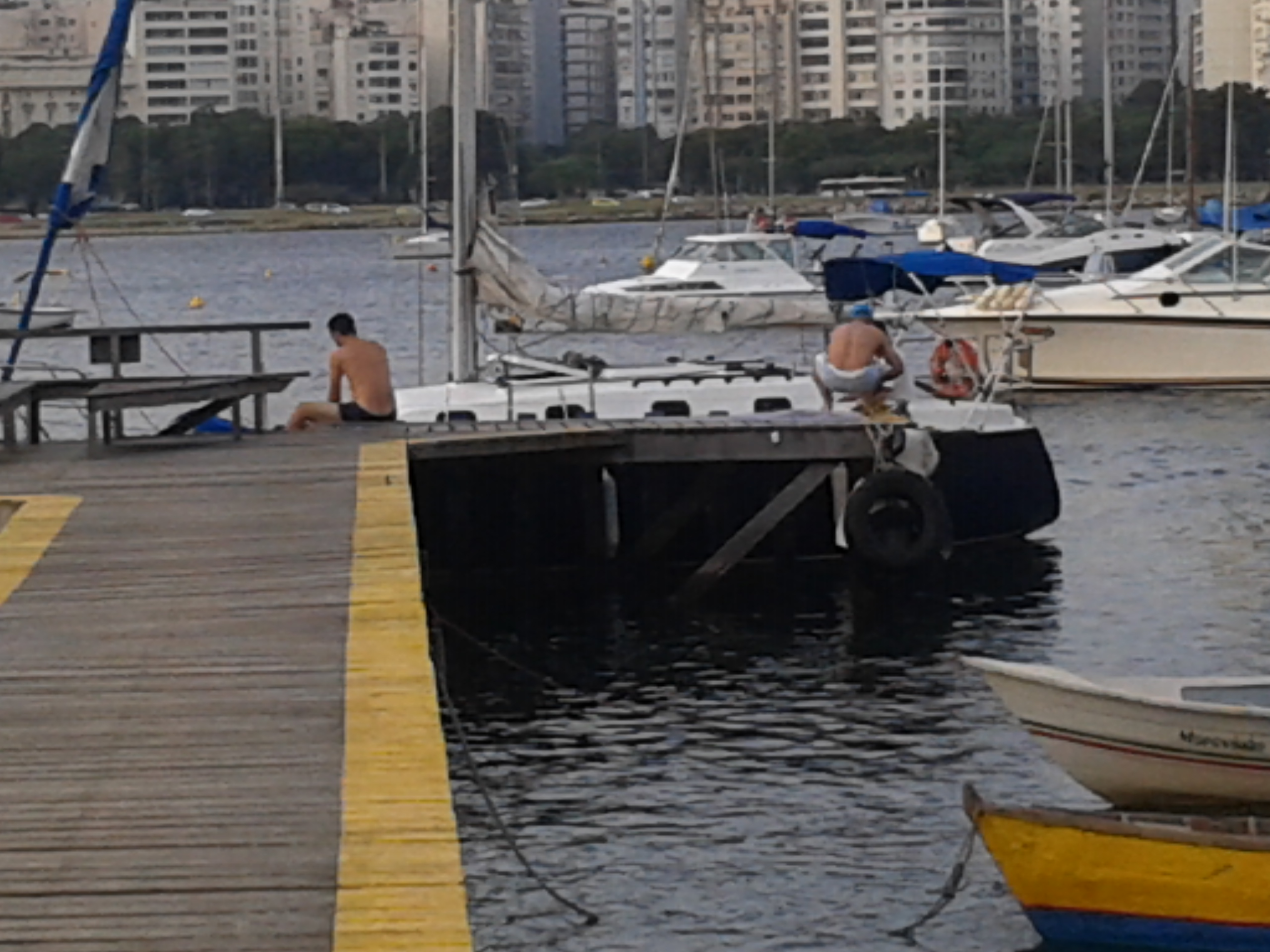
Rampa

Clube de Regatas Guanabara é um clube social dedicado principalmente e aos esportes náuticos e aos esportes aquáticos, situado no bairro de Botafogo, na cidade do Rio de Janeiro. Durante a década de 1910, o clube possuía um departamento de futebol profissional, hoje extinto.

## História
A Enseada de Botafogo, em 1899, era um paraíso com praias tranquilas, onde cardumes de sardinhas, tainhas, anchovas, golfinhos, arraias, e outras espécies festejavam a vida entre as montanhas verdejantes. A população e as habitações entre a montanha e o mar, ao contrário de hoje, eram ainda rarefeitas. 
As notícias de guerras, pestes e movimentos políticos chegavam pelo Jornal do Commercio e pela Revista da Semana. Uma vida sem rádio e TV, sem automóvel e sem ônibus, onde os caminhos eram conduzidos por coches e bondes de tração animal, e os céus pertenciam apenas às garças e gaivotas, enquanto Santos Dumont voejava por Paris em seus balões dirigíveis. 
Naquela época a juventude, temerosa da tísica (tuberculose), procurava no remo uma forma de alargar o peito e desenvolver a resistência pulmonar, o remo fixava-se como o esporte mais popular e fazia das regatas o principal acontecimento social esportivo do fim do século XIX. 
Fundaram-se agremiações como o Botafogo de Regatas em 1885, o Gragoatá e o Icarahy em Niterói, o Flamengo em 1896, o Natação e Regatas, o Boqueirão do Passeio em 1897, e em 1898 o Vasco da Gama, semente que viria germinar, um ano depois no dia 05 de julho de 1899, o Guanabara. 
A história do Guanabara começa com o desmonte do Morro do Senado, para aterrar a faixa costeira da Saúde no centro da cidade, onde situava-se, na ilha das Moças, a sede do Clube de Regatas Vasco da Gama. Criou-se um impasse na escolha da nova sede, surgindo, então, uma dissidência na escolha do local: 
O presidente, Gonçalves Couto, com seu grupo queria a nova sede no bairro de Botafogo, nas vizinhanças da raia oficial do Pavilhão de Remo, onde eram disputadas as regatas da antiga União de Regatas Fluminense; já os outros sócios preferiam um local no centro da cidade, junto ao antigo calabouço. 
Reunidos em Assembléia, a maioria dos sócios do Vasco da Gama, empregados do comércio no Centro, optaram pela nova sede no centro, próximo ao Passeio Público, junto ao Boqueirão, e ao Natação e Regatas, por considerarem a grande dificuldade de deslocamento do centro para o bairro de Botafogo, o que obrigatoriamente se daria em bondes puxados por parelhas de burros.A decisão da maioria causou a renúncia do Presidente do Vasco da Gama, que com toda a sua diretoria, solidarizada, fundaram um novo clube no bairro de Botafogo em 5 de Julho de 1899, com o nome de Grupo de Regatas Guanabara, que mais tarde tomou o nome de Clube de Regatas Guanabara.
Depois de vinte anos em um barracão de dois andares, montado em pinho de riga, com garagem de barcos no térreo, administração e alojamentos no 2º andar, um grupo de associados abnegados dedicou-se a construção de uma nova sede. 
Um imponente prédio com dois andares na frente, entrada pela Av. Pasteur e três andares nos fundos, com ampla garagem de barcos a remo, salão de festas, administração e vestiários, sucedeu ao Velho Barracão de Pinho de Riga. 
Na época de sua inauguração em 1922, foram consideradas as melhores e mais modernas instalações de clubes de remo do Rio de Janeiro servindo de palco para as mais importantes festividades sociais e Congressos Desportivos. 
Nossa história se funde à história dos desportos aquáticos e náuticos do nosso país. Em 1932 teve inicio a construção da piscina olímpica, inaugurada em 13 de Janeiro de 1935, a 1ª Piscina Olimpica do Brasil, servindo de sede, naquele ano, do Campeonato Sul Americano de Natação, Saltos e Pólo Aquático, onde se destacaram as jovens nadadoras Piedade Coutinho e Maria Lenk, e palco da quebra de 5 recordes mundiais.
A construção da nossa piscina avançou para o mar, sitiando as águas saudáveis e salgadas da Enseada de Botafogo, que sem a necessidade de tratamento químico e com maior densidade, facilitava a flutuação e portanto atraía nadadores, de todas as partes do país e da América Latina, para tentativas de quebra de recordes. 
Assim, em 1939 com Maria Lenk surgiram os dois primeiros recordes 200m e 400m borboleta, respectivamente com os tempos de 2min56s00 em 8/11/1939, e de 6min15s80 em 11/10/1939; a seguir em 20/9/1961, com Manoel do Santos, caiu o record mundial de 100m livre com o tempo de 53s60; depois foi a vez de Luiz Alberto Nicolau bater dois recordes mundiais de 100m borboleta nos dias 24/04/1962 com o tempo de 58s40 e 27/04/1962 com o tempo de 57s00; e em 19/02/1962, José Sylvio Fiolo bateu o recorde mundial de 100m peito com o tempo de 1min06s40. 
No remo, desde o tempo de sua fundação as guarnições do Guanabara venceram inúmeras vezes os Campeonatos do Rio de janeiro, brasileiros e Sul Americanos, regatas locais e internacionais, em Buenos Ayres, Montevidéo e Porto Alegre, destacando-se os barcos dois/com, dois/sem, quatro/com, quatro/sem e skiff. 
A Vela brasileira também teve o seu apogeu nas nossas águas. Em 1938 o Guanabara disputou a sua primeira regata com um Sharpie com o nome de " Pato Donald". Nas décadas de 40 e 50 do século XX a vela no Brasil teve um grande impulso com o Dr. Pimentel Cândido Duarte, que mandou construir vinte veleiros e os entregou aos competidores formando uma flotilha que conquistou muitas vitórias levando o C.R. Guanabara ao primeiro plano da vela nacional.
Após 1950, com o aterro feito para alargamento da Praia de Botafogo e abertura do túnel do Pasmado para facilitar o acesso direto à Copacabana, surgiu a necessidade da derrubada da sede construída em 1922, dando-se início à construção da atual sede do Clube. A primeira parte da nova Sede Social foi inaugurada em 1958, com a presença, dentre outras autoridades, do Presidente da CBD Dr. João Havelange. 
O Guanabara, como é chamado, teve, através dos tempos, também várias equipes vitoriosas no remo e no iatismo.

## Estatísticas

### Participações
|  | Participações em 2018 |

| Competição          | Temporadas | Melhor campanha    | Estreia | Última | P | R |
| Série B1 do Carioca | 1          | 7º colocado (1916) | 1916    | 1916   | – | – |

## Remo
- Campeonato Carioca de Remo: 1915, 1922 e 1923

## Pólo Aquático
- Campeonato Carioca de Pólo Aquático: 1916, 1922, 1923, 1930, 1931, 1933, 1948, 1951, 1971, 1972, 1994 e 2002.